# جوزيف روزنتال
جوزيف روزنتال أحد قادة ومؤسسي الحزب الشيوعي المصري.
وروزنتال يهودي من أصل إيطالي ولد في فلسطين وعمل جواهرجيا وقدم إلى مصر في عام 1899م وفي البداية اشترك في المجال العمالي والنقابي بين الأجانب، وعمل مستشارا لبلدية الإسكندرية. 
وكان روزنتال هو صاحب فكرة تكوين اتحاد نقابي عمالي عام يوجه جميع النقابات القائمة، حيث قادته إلى هذه الفكرة تلك الموجة العارمة من الإضرابات وتشكيل النقابات بين العمال المصريين والأجانب في 1919.
ويذكر ملفه في وزارة الداخلية أن أجهزة الأمن بدأت تتابعه منذ مطلع القرن، واعتبرته في ملفاتها فوضويا منذ عام 1913م .

## تأسيس الحزب الإشتراكي المصري
تأسس الحزب الاشتراكي المصري في 29 أغسطس 1921م وهو حزب اشتراكي ديمقراطي ذو مسحة راديكالية وكان من أهدافه محاربة الإستعمار ومقاومة الديكتاتورية والعسكرية والحرب الهجومية وإلغاء المعاهدات السرية، ونص برنامج الحزب على أنه يسعى إلى إنشاء مجتمع إقتصادي يقوم على مبادئ الاشتراكية بواسطة الصراع الحزبي والوسائل السلمية.
```
وقد انضم إليه كل من 
سلامة موسى
 وعلي العناني وعزيز ميرهم وآخرين ونشروا برنامجهم الذي اختلف عن برامج الأحزاب الأخرى بما تضمنه من المبادئ الاشتراكية بالتوزيع العادل للثمرات على العاملين طبقا لقانون الإنتاج والكفاءة الشخصية.
```